# ナンバーズ (宝くじ)
ナンバーズ（NUMBERS）は、日本で発売されている数字選択式全国自治宝くじにおいて、6種類ある賭け式のうち2種類の総称。

## 概要
購入者が3桁、または4桁の申し込み数字を自由に選ぶことが出来る宝くじで、下記の2種類がある。
ナンバーズ3（ナンバーズ スリー、NUMBERS 3）
000から999まで1,000通りある3桁の数字（後述する「ミニ」を除く）から自由に選んで申し込む。
ナンバーズ4（ナンバーズ フォー、NUMBERS 4）
0000から9999まで10,000通りある4桁の数字から自由に選んで申し込む。
ナンバーズ3、ナンバーズ4ともに、自分で数字を選ぶのではなく、コンピュータが自動的に数字をランダムで選ぶ「クイックピック」という方法もある。
申込代金は種類・申込タイプに関わらず1口200円である。
1994年10月、一部の県（宮城県、福島県、岡山県、広島県）で発売が開始され徐々に発売地域を拡大、翌1995年4月より全国で販売となった数字選択式宝くじで、抽せんは月曜日から金曜日までの週5回、東京・京橋の宝くじドリーム館にて19:00頃からナンバーズ3→ナンバーズ4の順で風車式抽せん機を用いて行われる。ただし、ミニロト・ロト6・ロト7・ビンゴ5の抽せんと同日の場合は、その抽せんが終わった後で実施される。
発売開始当初の抽せんは週1回（金）だったが、1995年1月より週2回（火・金）、1997年10月に週3回（月・水・金）となり、2004年7月から現行の週5回となった。
ちなみに、第1回の抽せん数字は、ナンバーズ3が「191」、ナンバーズ4が「1149」である。
2014年1月6日より、インターネットでの購入が可能となった。対応する銀行はPayPay銀行・みずほ銀行・楽天銀行・三井住友銀行・三菱UFJ銀行。

## 申込タイプ
2種類とも数字の他に、申込タイプを下記の中から1つ選ぶ。
ストレート
申込数字が抽せん数字、並び順ともに一致するものが当せん。当せん確率は、ナンバーズ3が1,000分の1で、ナンバーズ4が10,000分の1になる。当せん金額は、全申し込みタイプの中で最も高い。見込み当せん金はナンバーズ3では90,000円、ナンバーズ4では900,000円。
ボックス
当せん条件は、申込数字が抽せん数字に一致すれば、並びの順序は異なってもよい。数字によって当せん確率が変わるため、見込み当せん金は一定ではない。【例：ナンバーズ3の場合、抽せん数字が123であれば6通り（15,000円）、112であれば3通り（30,000円）。ナンバーズ4の場合、抽せん数字が1234であれば24通り（37,500円）、1123であれば12通り（75,000円）、1122であれば6通り（150,000円）、1112であれば4通り（225,000円）。】抽せん数字が222や8888などの全桁とも同じ数字（ゾロ目）の場合、ボックスでの当せんは「該当なし」となる（後述）。
セット
ストレートとボックスに半分ずつ申し込むもの。セットのストレート当たりの場合はストレートとボックスの当せん金額のそれぞれ半額を合計した額（合計後、100円未満の端数は切り捨て）が当せん金額になり、セットのボックス当たりの場合はボックスの当せん金額の半額（100円未満の端数は切り捨て）が当せん金額となる。抽せん数字が222や8888などの全桁とも同じ数字（ゾロ目）の場合、セットでの当せんは「該当なし」となる（後述）。
ミニ
ナンバーズ3のみに存在する申込タイプ。00から99まで100通りある2桁の数字から購入者が選んで申し込み、その数字が抽せん数字の下2ケタの数字と並びの順序が一致するものが当せん【例：抽せん数字が123であれば、「＊23」をミニで申し込んでいれば当せん。抽せん数字の百の位は、どの数字でも構わない】。当せん確率は100分の1で、見込み当せん金額はストレートの10分の1の9,000円である。
全桁とも同じ数字（ゾロ目）で申し込む場合はストレートのみの選択となり、ボックスとセットは選択できない（ゾロ目の数字は並べ替えてもゾロ目にしかならず、ストレートと同じ扱いになる）ため、コンピュータが自動的に数字をランダムで選ぶ「クイックピック」を使ってボックスとセットを購入する場合、ゾロ目の数字が選ばれることはない。

## 当せん金
ナンバーズ3・ナンバーズ4それぞれ、全ての申し込みタイプの発売総額の45%が当せん金として配分される。
当せん金は、各申し込みタイプの出現確率に対応し決定される。
例）
- ナンバーズ3において抽せん数字が「123」であった場合、当せん金の額はボックスは6通りの当せん数字があるためストレートの6分の1、ミニは10通りあるため10分の1となる。セット購入の場合、セットストレート当たりの場合はストレートの半額とボックスの半額の合計額が、セットボックス当たりの場合はボックス当せん金の半額が当せん金となる。
- 抽せん数字が「122」であった場合、ボックスは3通りの組み合わせなので当せん金の額はストレートの3分の1となる。

## 最高当せん金額
2016年末（第4568回抽せん）現在、ナンバーズにおける最高当せん金額は、第8回抽せん（1994年11月25日）ナンバーズ4ストレートの2,717,700円である（抽せん数字7507）。
なお、ナンバーズの当せん金法定上限額は1口あたり最高20,000,000円と決められてはいるが、ナンバーズ4ストレートの当せん金期待値が900,000円であることから、実績は法定上限額よりかなり低い。ナンバーズ4ストレートでも200万円を超えたのは6回のみで、第276回抽せん（1997年7月22日）の2,007,000円（抽せん数字0576）より後の記録が無かったが、第4516回抽せん（2016年10月19日）で、2,037,000円という高額配当が出た（抽せん数字0995）。

## イメージキャラクター
1994年の発売開始当初は、漫画「ゴン」（原作・田中政志）の主人公、恐竜のゴンが宝くじ売り場のポスターに登場していた。
2005年頃までは、所ジョージがテレビCM及び宝くじ売り場のポスターに登場していた。
2006年からは、所に代わるイメージキャラクターは存在しないが、「スージー」と「マーク」というアニメキャラが登場している。
2009年4月より、峰竜太が新たなイメージキャラクターとして登場している。
2018年5月からは、稲垣吾郎、草彅剛、香取慎吾が新たにイメージキャラクターに就任し、CMに出演している。

## 珍事
ナンバーズ3の抽せん数字がゾロ目
抽せん数字000（第346回・第976回・第1293回・第4024回・第5628回）
抽せん数字111（第476回・第4477回・第4520回・第4611回）
抽せん数字222（第406回・第1557回・第2105回・第2651回・第3038回・第4061回・第4127回・第4756回）
抽せん数字333（第35回・第223回・第1845回・第3438回・第3590回・第3683回）
抽せん数字444（第3634回・第4004回・第5353回）
抽せん数字555（第1976回・第5489回）
抽せん数字666（第452回・第550回・第558回・第936回・第1875回・第2974回・第3501回）
抽せん数字777（第309回・第1277回・第2367回）
抽せん数字888（第2235回・第3587回）
抽せん数字999（第1144回・第2768回・第2817回・第2876回・第4288回）

ナンバーズ4の抽せん数字がゾロ目
抽せん数字0000（第6614回）
抽せん数字1111（第1344回・第3038回）
抽せん数字2222（第4145回）
抽せん数字5555（第1249回）
抽せん数字7777（第2146回・第4369回）
抽せん数字8888（第6596回）
同じ抽せん数字が連続（ナンバーズ3、一部記載）
抽せん数字200（第2416回・第2417回）
抽せん数字183（第4392回・第4393回）
抽せん数字060（第4863回・第4864回）
抽せん数字046（第5027回・第5028回）
抽せん数字990（第6720回・第6721回）
同じ抽せん数字が連続（ナンバーズ4）
抽せん数字5559（第1236回・第1237回）
抽せん日の月日とナンバーズ3の抽せん数字が同じ
第5182回・2019年5月22日の抽せん数字は522（ストレート31,200円）

抽せん日の月日とナンバーズ4の抽せん数字が同じ
第2060回・2007年4月16日の抽せん数字は0416（ストレート257,700円）
第2623回・2009年6月22日の抽せん数字は0622（ストレート248,400円）
なお、第4558回（2016年12月16日）の抽せん数字「6121」のように、抽せん日が逆（並べ替え）になっている回も存在する
ナンバーズ3と4の抽せん数字が、ナンバーズ4の最初の数字を除いてボックス完全一致
第4242回（2015年9月29日）ナンバーズ3：166、ナンバーズ4：0661
ナンバーズ3と4の抽せん数字が、ナンバーズ4の最初の数字を除いてストレート完全一致
第5136回（2019年3月19日）ナンバーズ3：998、ナンバーズ4：6998
抽せん回が、最初の数字を除いてストレート完全一致
第4443回   (2016年7月8日)   ナンバーズ3   抽せん数字443

## 外部サイト
- ナンバーズのご案内 | 宝くじ公式サイト
- ナンバーズ - みずほ銀行